# Élections législatives néerlandaises de 2025
Les élections législatives néerlandaises de 2025 (en néerlandais : Tweede Kamerverkiezingen 2025) sont prévues le 29 octobre aux Pays-Bas, afin d'élire les 150 représentants de la 40e législature de la Seconde Chambre des États généraux pour un mandat de quatre ans.
Ces élections sont anticipées par la chute du cabinet Schoof avec le retrait du Parti pour la liberté (PVV) de la coalition par son président Geert Wilders, après des désaccords sur la politique migratoire à appliquer.

## Contexte

### Élections législatives de 2023

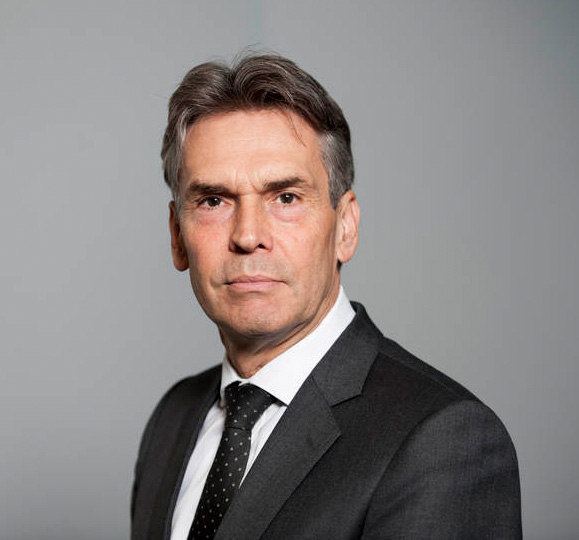
Dick Schoof.

Le Parti pour la liberté (PVV) de Geert Wilders crée la surprise en arrivant largement en tête, devant l'alliance Parti travailliste-Gauche verte (PvdA-GL), le Parti populaire pour la liberté et la démocratie (VVD) et le Nouveau Contrat social (NSC). Geert Wilders devrait ainsi se voir confier en premier la tâche de former un gouvernement par le roi Willem-Alexander,.
La liste PvdA/GL observe une importante progression par rapport aux résultats de ses deux composantes au précédent scrutin, tandis que le NSC confirme dans les urnes l’essoufflement de sa dynamique observée dans la dernière semaine précédant le vote, tout en atteignant malgré tout la quatrième place pour sa première participation à des élections. Avec seulement sept sièges, le BBB est loin de rééditer son succès obtenu lors des élections sénatoriales quelques mois plus tôt.
Le gouvernement sortant subit un large vote sanction : le VVD chute de trente-quatre à vingt-quatre sièges, D66 ne conserve que neuf de ses vingt-quatre sièges, et le CDA abandonne deux tiers des siens (cinq au lieu de quinze à la dernière élection).
La très nette progression du parti de Geert Wilders s’explique notamment par la focalisation des médias et de certains partis sur le thème de l’immigration. Pour Les Échos, l'immigration record et la pression des nouveaux arrivants sur un marché immobilier ont porté la victoire du parti de Geert Wilders. Pour le journal Le Monde, les débats ont « fréquemment mélangé les questions des réfugiés, de l’intégration et de l’immigration de travail, voire de la délinquance ». Le VVD a fait campagne sur ce sujet mais les électeurs auraient « préféré l'original à la copie » selon Sarah de Lange, professeure de pluralisme politique à l'université d'Amsterdam, qui pointe aussi le revirement de sa tête de liste, Dilan Yeşilgöz-Zegerius, quand elle s'était dit prête à gouverner avec le PVV si elle devenait Première ministre, envoyant le message qu'un vote pour Geert Wilders n'était plus inutile. De son côté, le PVV a laissé de côté sa rhétorique classique pour se concentrer sur la thématique du pouvoir d'achat, cette stratégie de radoucissement ayant valu au chef du parti le surnom de « Geert Milders » (en français : « Gert le Doux »). Selon Niek Pas, maître de conférence à l'université d'Amsterdam, Wilders, qu'il décrit comme « un homme malin, rusé, très expérimenté » « avec beaucoup de sens politique », a aussi profité de la levée du cordon sanitaire à son encontre par le VVD. Il remarque que Frans Timmermans a fait une « très mauvaise campagne », comme lorsqu'il s'est dit favorable à ce que les policières puissent porter le voile, perdant ainsi le soutien des universalistes et des laïques.

### Cabinet Schoof
Après avoir proposé sans succès le poste de Premier ministre à Kim Putters, Geert Wilder propose la candidature de l'indépendant Dick Schoof, qui reçoit le 28 mai l'appui de la coalition quadripartite,. La réforme de l'immigration et du droit d'asile est présentée comme la priorité du nouveau gouvernement, les membres de la coalition s'engageant à les rendre le plus strict possible,. Pieter Omtzigt annonce également une réforme du système d'allocations familiales, en référence au scandale de 2021 dont il avait été le lanceur d'alerte, et dont le dédommagement aux victimes est estimé à 14 milliards d'euros. Chacun des quatre partis obtient pour l'un de ses membres un poste de vice-Premier ministre, auquel s'ajoutent quatre ministres du PVV, trois du VVD, trois du NSC, et un du BBB.
Dick Schoof devient ainsi le premier chef de l'exécutif néérlandais à ne pas avoir d'expérience parlementaire ou ministérielle. Le nouveau cabinet prête serment et entre en fonction le 2 juillet, soit sept mois et huit jours, ou 222 jours, après les élections.

### Désaccords et démission du gouvernement
Le 26 mai 2025, Geert Wilders présente à l'improviste un plan en 10 points pour durcir drastiquement le droit d'asile dans le pays,  générant un désaccord au sein de la coalition déjà fragilisée. Le 2 juin, une réunion est organisée entre les différents partis du gouvernement et conclut que Geert Wilders doit revoir ses propositions et les présenter via la ministre de l'Immigration Marjolein Faber, membre du PVV. Wilders déclare pour sa part qu'il n'observe pas de volonté de la part des autres partis de faire quelque chose immédiatement et que « ça ne sent pas bon », menaçant de quitter le gouvernement.
Le 3 juin, après une nuit de réflexion, Geert Wilders annonce le retrait de son parti de la coalition, poussant Dick Schoof à remettre sa démission. Le gouvernement, passé en affaires courantes, continue d'exercer et les ministères vacants sont redistribués entre les ministres restants. Quelques jours plus tard, la ministre des Affaires intérieurs Judith Uitermark annonce que les élections auront lieu le 29 octobre 2025,.

## Système électoral

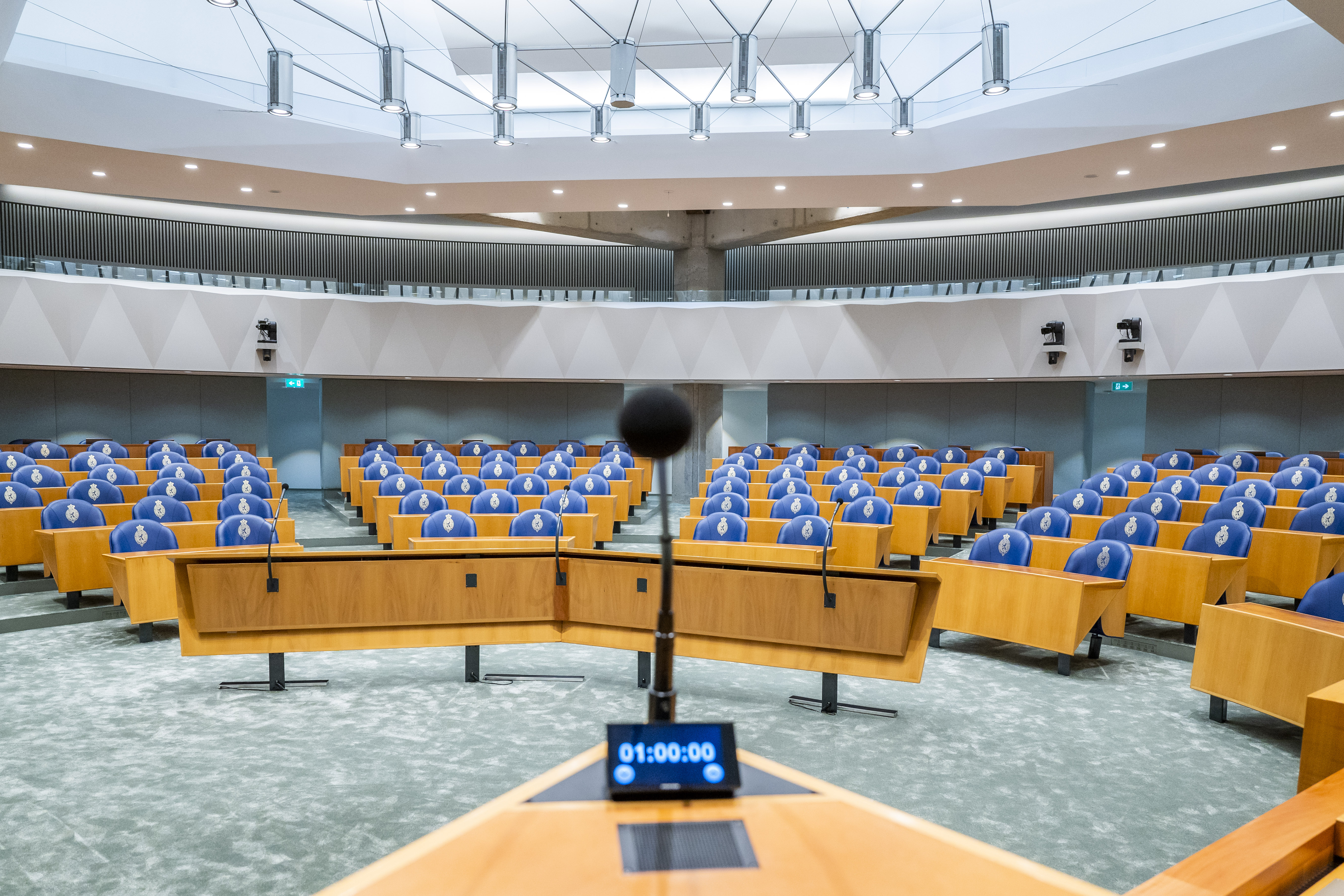
Intérieur temporaire de la Seconde Chambre à La Haye. Le complexe de la Binnenhof, où le parlement se réunit habituellement, est en rénovation.

La Seconde Chambre (en néerlandais : Tweede Kamer), ou Chambre des représentants, est la chambre basse des États généraux, le parlement bicaméral néerlandais. Elle est composée de 150 sièges pourvus pour quatre ans au scrutin proportionnel plurinominal avec listes ouvertes dans une unique circonscription nationale. Vingt circonscriptions régionales sont utilisées pour correspondre aux listes électorales dressées au niveau régional à des fins statistiques, mais n'entrent pas en compte dans le système électoral. Les listes étant ouvertes, les électeurs ont la possibilité d'exprimer un vote préférentiel pour un candidat sur la liste pour laquelle ils votent. Les sièges obtenus par chaque liste sont par la suite attribués en priorité à ces candidats.
Après décompte des voix, la répartition des sièges se fait à la proportionnelle selon la méthode D'Hondt parmi les partis ayant dépassé le quotient de Hare.
S'il n'y a pas de seuil électoral sous la forme d'un pourcentage du total des voix valides à atteindre, la méthode utilisée ainsi que le nombre total de sièges conduisent néanmoins de facto à un seuil de 0,67 % des suffrages exprimés à l'échelon national. Le quotient de Hare est en effet établi en divisant le total des pourcentages de part des voix par le total des sièges, soit 100 divisé par 150, qui donne 0,67 %. Les partis en lice reçoivent autant de sièges qu'ils ont obtenus de fois le quotient, la méthode D'Hondt étant ensuite utilisée pour les sièges restants à partir des voix qui restent sans toutefois atteindre le quotient. Cette méthode se fait à l'exclusion des listes n'ayant pas déjà obtenu de sièges. Le quotient est ensuite à nouveau utilisé pour la prise en compte des votes préférentiels. Les candidats ayant recueilli sur leur nom au moins 25 % du quotient, soit environ 0,17 %, reçoivent en priorité les sièges obtenus par leur liste. Les sièges obtenus par une liste sont ainsi répartis à ses candidats ayant franchi 25 % du quotient, dans l'ordre décroissant de leur total de votes préférentiels, puis — s'il reste des sièges — à ses candidats ne l'ayant pas franchi, dans l'ordre de leurs noms figurant sur la liste,.

## Sondages
Le graphique ci-dessous présentent les résultats des sondages néerlandais, qui sont traditionnellement donnés en estimations de sièges par partis, et non de pourcentages.

## Résultats

### Nationaux
| Parti                  | Parti                                                  | Voix | %   | +/- | Sièges | +/-           |
| ---------------------- | ------------------------------------------------------ | ---- | --- | --- | ------ | ------------- |
|                        | Parti pour la liberté (PVV)                            |      |     |     |        |               |
|                        | Liste commune PvdA-GL                                  |      |     |     |        |               |
|                        | Parti populaire pour la liberté et la démocratie (VVD) |      |     |     |        |               |
|                        | Nouveau Contrat social (NSC)                           |      |     |     |        |               |
|                        | Démocrates 66 (D66)                                    |      |     |     |        |               |
|                        | Mouvement agriculteur-citoyen (BBB)                    |      |     |     |        |               |
|                        | Appel chrétien-démocrate (CDA)                         |      |     |     |        |               |
|                        | Parti socialiste (SP)                                  |      |     |     |        |               |
|                        | Denk (DENK)                                            |      |     |     |        |               |
|                        | Parti pour les animaux (PvdD)                          |      |     |     |        |               |
|                        | Forum pour la démocratie (FvD)                         |      |     |     |        |               |
|                        | Parti politique réformé (SGP)                          |      |     |     |        |               |
|                        | Union chrétienne (CU)                                  |      |     |     |        |               |
|                        | Volt (VOLT)                                            |      |     |     |        |               |
|                        | JA21                                                   |      |     |     |        |               |
|                        | Autres                                                 |      |     | –   |        | –             |
|                        |                                                        |      |     |     |        |               |
| Suffrages exprimés     |                                                        |      |     |     |        |               |
| Votes blancs           |                                                        |      |     |     |        |               |
| Votes nuls             |                                                        |      |     |     |        |               |
| Total                  | Total                                                  |      | 100 | –   | 150    | en stagnation |
| Abstention             |                                                        |      |     |     |        |               |
| Inscrits/Participation |                                                        |      |     |     |        |               |